# Lữ Khâm
Lữ Khâm (giản thể: 吕钦, bính âm: Lü Qin; sinh năm 1962) là một kỳ thủ cờ tướng người Trung Quốc, quê ở Huệ Dương, Quảng Đông. Lữ Khâm là người nhiều lần đoạt chức vô địch cờ tướng thế giới nhất với 5 lần đăng quang.

## Sự nghiệp
Lữ Khâm bắt đầu chơi cờ chuyên nghiệp từ thập kỷ 80 của thế kỷ 20. Trong sự nghiệp của mình ông đã 5 lần giành chức vô địch cờ tướng cá nhân Trung Quốc và đã từng xếp thứ 1 bảng elo cờ tướng Trung Quốc.
Năm 1990, giải cờ tướng vô địch thế giới được tổ chức lần đầu tiên. Lữ Khâm tham gia và đoạt chức vô địch. Sau đó thì ông có thêm 4 lần vô địch giải đấu này vào các năm 1995, 1997, 2001 và 2005. Thành tích đó giúp ông đang giữ kỷ lục là kỳ thủ giành được nhiều chức vô địch cờ tướng thế giới nhất. Ở các giải đấu quốc nội Trung Quốc, Lữ Khâm thi đấu cho đội Quảng Đông. Ông đã nhiều lần cùng đội Quảng Đông vô địch giải cờ tướng Giáp Cấp Liên Tái.

## Thành tích nổi bật
- 5 lần vô địch thế giới: 1990, 1995, 1997, 2001 và 2005
- 5 lần vô địch cá nhân Trung Quốc: 1986, 1988, 1999, 2003 và 2004

## Xếp hạng Elo cờ tướng
- Elo hiện tại: 2594-hạng 11 (tháng 12/2021)[6]
- Elo tốt nhất: 2675-hạng 1 (tháng 1/2000)